# P-270 Moskit
P-270 Moskit (Tiếng Nga: П-270 Москит) là tên lửa hành trình siêu thanh sử dụng động cơ phản lực của Nga. (GRAU) gọi nó là 3M80. Tên NATO của loại tên lửa này là SS-N-22 Sunburn. Hệ thống tên lửa này do MKB Raduga thiết kế trong những năm 1970 làm phiên bản nối tiếp của P-120 Malakhit (SS-N-9). Moskit vốn được thiết kế để phóng từ tàu, nhưng các biến thể sau đó giúp nó có thể phóng từ đất liền (bằng các trạm phóng lưu động), dưới nước (tàu ngầm), hay trên không (theo báo cáo Sukhoi Su-33 và mẫu chiến đấu trên biển của Sukhoi Su-27 có thể mang loại tên lửa này). Loại tên lửa này có khả năng mang đầu đạn hạt nhân.
Việc phân loại chính xác loại tên lửa này không rõ ràng với rất nhiều các báo cáo khác nhau, việc này là do việc giữ bí mật xung quanh các hoạt động quân sự. Moskit có thể đạt vận tốc cao nhất là 3 mach và vận tốc tối thiểu để duy trì độ cân bằng là 2,2 mach nhanh gấp ba lần tên lửa Harpoon của Hoa Kỳ. Với các tên lửa có tốc độ thấp như Harpoon của Hoa Kỳ hay Exocet của Pháp thì theo lý thuyết tên lửa sẽ mất khoảng 120-150 giây để có thể đâm vào tàu chiến đối phương. Với thời gian này các tàu chiến có thể phát hiện và vận hành hệ thống phòng thủ đánh chặn như phát sóng làm nhiễu, vận hành động cơ phóng tên lửa đánh chặn hay vận hành autocannon chỉnh với tốc độ cao bắn vào tên lửa. Nhưng với tên lửa 3M82 thì khác với tốc độ cực cao của mình nó chỉ cho các tàu chiến khoảng 25-30 giây để có thể phát hiện và vận hành hệ thống phòng thủ của mình, hệ thống làm nhiễu sẽ không hiệu quả khi tên lửa đến quá gần, không đủ thời gian để vận hành động cơ phóng tên lửa đánh chặn và tên lửa bay quá nhanh để có thể bắn vào nó với pháo tự động một cách chính xác. Moskit được thiết kế để chống lại các hạm đội nhỏ của NATO tại biển Baltic (Đan Mạch và Đức) tại biển Đen (Thổ Nhĩ Kỳ) và các vùng khác như Thái Bình Dương (Nhật Bản, Hàn Quốc...) và bảo vệ các vị trí trọng yếu của Nga chống lại mọi cuộc tấn công đổ bộ bất ngờ.
Các biến thể của loại tên lửa này được xác định gồm có 3M80M, 3M82 (Moskit M). Tên gọi P-270 được tin là mã sản xuất của lớp tên lửa này. Còn các tên gọi bắt đầu bằng 3M được GRAU đề nghị với bộ quốc phòng là tên để chỉ chính xác các loại tên lửa. 3M80 là mẫu nguyên thủy. Mẫu 3M80M (hay còn gọi là mẫu 3M80E để xuất khẩu) được sản xuất năm 1984 có tầm hoạt động xa hơn mẫu nguyên thủy và mẫu mới nhất là 3M82 Moskit M có tầm hoạt động xa nhất của loại tên lửa này. ASM-MMS / Kh-41 là mẫu dùng để phóng từ trên không của Moskit.
Loại tên lửa này đã được Cộng hòa nhân dân Trung Hoa mua và sử dụng. Cũng có báo cáo rằng Iran cũng đã mua loại tên lửa này.

## Thông số kỹ thuật
- Tầm bắn: Tối thiểu: 10 km.  Tối đa (3M-80): 150 km(250 km khi phóng từ máy bay theo quỹ đạo cao-cao-thấp)  Tối đa (3M-80E/3M-80E1): 120 km/100 km.
- Tốc độ tên lửa:   Cao: M= 3     Thấp: M= 2.5
- Độ cao     Khi phóng từ máy bay: 12 km    Độ cao khi tấn công mục tiêu(50 km cuối): 5–15 m
- Phóng từ trên tàu với bệ phóng nghiêng: ± 60 độ.
- Thời gian để khởi động động cơ đẩy:   Từ khi tên lửa bắt đầu khởi động đến khi phóng: 50 giây     Khi tên lửa đang ở chế độ tác chiến đến khi phóng: 11 giây
- Thời gian tên lửa bắt đầu đốt nhiên liệu để phóng: 5 giây
- Trọng lượng phóng:   3M-80 trọng lượng 4.150 kg.     3M-80E1 trọng lượng 3.970 kg.
- Đầu đạn loại xuyên giáp hay hạt nhân.
- Trọng lượng đầu đạn:300 kg.
- Kích thước   Dài: 9,385 m     Đường kính thân: 0,8 m     Cánh gấp trước và sau: 1,3 m     Sải cánh: 2,1 m

## Quốc gia sử dụng
Liên Xô
 Nga
 Trung Quốc
 Iran
 Ấn Độ
 Việt Nam